# مركز كونسول للطاقة
مركز كونسول للطاقة (بالإنجليزية: PPG Paints Arena)‏ هي ساحة داخلية متعددة الأغراض في بيتسبرغ وهي بمثابة موطن لبيتسبرغ بنغوينز في دوري الهوكي الوطني.